# Tongva (taal)
Het Tongva (ook bekend als Gabrielino of Gabrieliño) is een taal uit de Uto-Azteekse talen familie. De taal werd oorspronkelijk gesproken door de Tongva, een Amerikaans volk dat in en rond de regio van Los Angeles en Santa Catalina leefden. Tongva is verwant aan Serrano, dat ook een taal is uit de Uto-Azteekse talenfamilie.
De laatste sprekers van de taal leefden vermoedelijk in de 20e eeuw. Sommigen beweren dat de laatste sprekers stierven in de jaren 1970, maar er is over de afgelopen 150 jaar geen onafhankelijk bewijs van iemand die de taal vloeiend sprak.